# 6 de Julio de Cuellaje
6 de Julio de Cuellaje ist eine Ortschaft und eine Parroquia rural („ländliches Kirchspiel“) im Kanton Cotacachi der ecuadorianischen Provinz Imbabura. Die Parroquia besitzt eine Fläche von 181,61 km². Die Einwohnerzahl betrug beim Zensus im Jahr 2010 1780.

## Lage
Die Parroquia 6 de Julio de Cuellaje liegt in den westlichen Anden im Norden von Ecuador. Das Gebiet wird im Westen und im Norden von der Cordillera de Toisán eingerahmt. Diese erreicht im äußersten Nordosten der Parroquia eine maximale Höhe von etwa 3500 m. Das Verwaltungsgebiet umfasst das obere und mittlere Einzugsgebiet des Río Cristopamba, rechter Quellfluss des Río Intag. Der Río Cristopamba entwässert das Areal nach Süden. Der 1840 m hoch gelegene Hauptort befindet sich 30 km westnordwestlich vom Kantonshauptort Cotacachi.
Die Parroquia 6 de Julio de Cuellaje grenzt im Westen und im Norden an die Provinz Esmeraldas mit den Parroquias Luis Vargas Torres (Kanton Eloy Alfaro) und Alto Tambo (Kanton San Lorenzo), im Nordosten an die Parroquia Imantag, im Osten und im Südosten an die Parroquia Apuela sowie im Süden an die Parroquia Peñaherrera.

## Orte und Siedlungen
In der Parroquia gibt es neben dem Hauptort (cabecera parroquial) noch 8 Comunidades: El Rosario, La Loma, Magdalena, Nápoles, Playa Rica, San Alberto, San Antonio und San Joaquín.

## Geschichte
Die Gründung der Parroquia 6 de Julio de Cuellaje wurde am 5. August 1964 im Registro Oficial N° 305 bekannt gemacht und damit wirksam.